# Đấu La Đại Lục (phim truyền hình 2021)
Đấu La Đại Lục (Giản thể: 斗罗大陆,D Bính âm: Dòu Luō Dà Lù) là một bộ phim truyền hình cổ trang huyền ảo Trung Quốc do Dương Chấn Vũ đạo diễn, Vương Quyện viết kịch bản và được chuyển thể từ truyện tranh cùng tên của tác giả Đường Gia Tam Thiếu. Nội dung phim xoay quanh các nhân vật Đường Tam (Tiêu Chiến thủ vai) và Tiểu Vũ (Ngô Tuyên Nghi thủ vai). Phim được ghi hình từ tháng 1 đến tháng 7 năm 2019 và bắt đầu được phát sóng từ tháng 2 năm 2021 trên Tencent Video và WeTV.

## Diễn viên

### Nhân vật chính
- Tiêu Chiến vai Đường Tam
- Ngô Tuyên Nghi vai Tiểu Vũ

### Nhân vật phụ
- Thần Diệc Nho vai Đại Sư
- Khưu Tâm Trí vai Lan Đức
- Chung Trấn Đào vai Đường Hạo
- Chu Châu vai Bỉ Bỉ Đông
- Cao Thái Vũ vai Đới Mộc Bạch
- Lưu Mỹ Đồng vai Chu Trúc Thanh
- Lưu Nhuận Nam vai Âu Tư Khách
- Đinh Tiểu Oánh vai Ninh Vinh Vinh
- Ngao Tử Dật vai Mã Hồng Tuấn
- Huỳnh Xán Xán vai Hồ Liệt Na
- Lưu Giao Tâm vai Độc Cô Bác

## Nhạc phim
| STT | Nhan đề                                                                    | Phổ lời                                 | Phổ nhạc                                | Trình bày                             | Thời lượng |
| --- | -------------------------------------------------------------------------- | --------------------------------------- | --------------------------------------- | ------------------------------------- | ---------- |
| 1.  | "Đứng ngạo nghễ trên mây" (傲立云端; bài hát mở đầu phim)                  | Oa Tắc Tiểu Hắc                         | Viên Điền Phương Hùng                   | Cao Thái Vũ Ngao Tử Dật Lưu Nhuận Nam |            |
| 2.  | "Tinh Hà" (星河; bài hát kết thúc phim)                                    | Lý Du Triết                             | Đại Thánh                               | Ngô Tuyên Nghi                        |            |
| 3.  | "Thiếu niên thúc ngựa" (策马正少年; bài hát chủ đề phim)                   | Lý Du Triết Trương Tĩnh                 | Lưu Phượng Dao                          | Tiêu Chiến                            |            |
| 4.  | "Không sợ" (无畏; bài hát chủ đề nhân vật Đường Tam)                       | Tào Đức Trí                             | Tôn Nghệ Lê                             | Tô Kiến Tín                           |            |
| 5.  | "Tuyệt Luyến" (绝恋; bài hát chủ đề nhân vật Tiểu Vũ)                      | Tào Đức Trí Ngô Kiếm Trung              | Bành Dương Lý Giai Nhuế                 | Trương Thiều Hàm                      |            |
| 6.  | "Thương Khung Chi Hạ" (苍穹之下; bài hát chủ đề nhân vật Đới Mộc Bạch)     | Viên Văn Duệ Diêu Văn Bân               | Viên Văn Duệ                            | Lưu Vũ Ninh                           |            |
| 7.  | "Tuyết Lạc U Trúc Lý" (雪落幽竹里; bài hát chủ đề nhân vật Chu Trúc Thanh) | Lưu Bách Tân                            | Lưu Bách Tân                            | Lưu Bách Tân                          |            |
| 8.  | "Sao Tôn Hải" (樽海鞘; bài hát chủ đề nhân vật Âu Tư Khách)                | Viên Văn Duệ DK Hoàng Tử Kiện           | Viên Văn Duệ DK Hoàng Tử Kiện           | Na Ngô Khắc Nhiệt Lưu Nhuận Nam       |            |
| 9.  | "Cố chấp" (任性; bài hát chủ đề nhân vật Ninh Vinh Vinh)                   | Ca Tịch                                 | Vũ Điền                                 | Thiện Y Thuần                         |            |
| 10. | "Bước" (闯; bài hát chủ đề nhân vật Mã Hồng Tuấn)                          | Tiêu Nhiên Châu Phú Kiên Nhâm Đinh Nhất | Tiêu Nhiên Châu Phú Kiên Nhâm Đinh Nhất | Bài Cốt Giáo Chủ                      |            |
| 11. | "Sử Lai Khắc Học Uyển" (史兰客学苑; bài hát chủ đề Sử Lai Khắc Thất Quái)  | Kim Tiểu K                              | Sầm Tư Nguyên                           | BonBon Girls 303                      |            |